# Štefan Gerec
Štefan Gerec (* 10. listopadu 1992, Ľubochňa) je slovenský fotbalový útočník, v současnosti působící v klubu FO ŽP ŠPORT Podbrezová.

## Klubová kariéra
Svou fotbalovou kariéru začal v FK Ľubochňa. Mezi jeho další kluby patří: MFK Ružomberok, DAC 1904 Dunajská Streda a FO ŽP ŠPORT Podbrezová.

## Reprezentační kariéra
Gerec hrál za slovenskou reprezentaci do 18 let.